# Campi Elisi

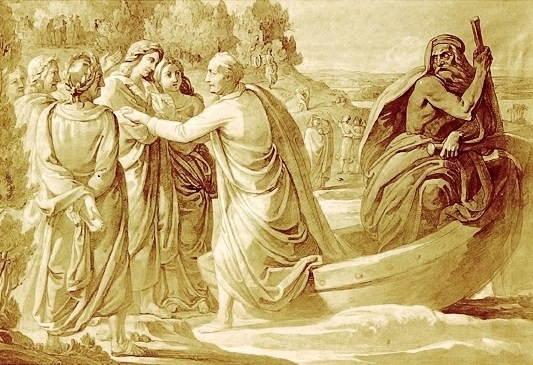
Le anime beate nei Campi Elisi

I Campi Elisi, Elisio o Esilio, sono, secondo la mitologia greca e romana, il luogo nel quale dimoravano dopo la morte le anime di coloro che erano giudicati buoni da Minosse, Eaco e Radamante, i giudici delle anime.
Di questo regno fanno parte il poeta Museo, Anchise, Omero, Solone e le anime di coloro che devono ancora nascere (es.: Romolo e Remo).

## Nella letteratura classica
Nell'Odissea, Omero ricorda che i Campi Elisi saranno la destinazione di Menelao, amato appunto dagli dèi, poiché genero di Zeus in quanto marito di Elena, dandoci anche una descrizione del luogo (libro IV, 562-569): un luogo in cui per i mortali la vita è bellissima, mai toccata da neve o pioggia, né dal freddo, ma con eterni soffi di zefiro, rinfrescanti per gli uomini, mandati da Oceano. I Campi Elisi si presentano come immensi campi fioriti, dove si vive perennemente sereni.
Nell'Eneide di Virgilio, Enea, dopo la sua fuga da Troia, arriva in Campania, al lago d'Averno, per consultare la Sibilla; ella lo accompagna fino ai Campi Elisi, dove incontra suo padre Anchise, deceduto da poco.